# Joël Scherk
Joël Scherk (en français : [jɔɛl ʃɛʁk] ; Paris, 27 mai 1946 - Paris, 16 mai 1980), parfois orthographié Joel Scherk, fut un physicien français actif en physique théorique, notamment dans la théorie des cordes et la supergravité. 

## Biographie
En 1974, avec John H. Schwarz, il comprend que la théorie des cordes était une théorie de gravité quantique. En 1978, avec  Eugène Cremmer et Bernard Julia, Scherk établit les transformations lagrangiennes et de supersymétrie pour supergravité en onze dimensions, qui sont une des bases de la Théorie M.
Il mourut dans des circonstances tragiques, quelques mois après le congrès sur la supergravité à l'Université d'État de New York à Stony Brook qui se tenait des 27 au 29 septembre 1979. Les congrès suivants lui furent dédiés. Il s'est avéré qu'il souffrait d'un diabète, et qu'il tomba dans le coma faute de disposer d'insuline, ou de quelqu'un susceptible de lui en injecter, à ce moment,.
La bibliothèque sur les théories de haute énergie du Laboratoire de physique théorique de l'École normale supérieure (Paris) lui est dédiée. Un congrès scientifique qui s'est tenu à Paris du 16 au 20 octobre 2006, célébrant les 30 ans de la supergravité, lui fut également dédié.